# Liste der Baudenkmale in Fredenbeck
In der Liste der Baudenkmale in Fredenbeck  sind alle Baudenkmale der niedersächsischen Gemeinde Fredenbeck aufgelistet. Die Quelle der Baudenkmale, der ID´s und der Beschreibungen ist der Denkmalatlas Niedersachsen. Der Stand der Liste ist der 5. Dezember 2021.

## Allgemein
In den Spalten befinden sich folgende Informationen:
- Lage: die Adresse des Baudenkmales und die geographischen Koordinaten. Kartenansicht, um Koordinaten zu setzen. In der Kartenansicht sind Baudenkmale ohne Koordinaten mit einem roten Marker dargestellt und können in der Karte gesetzt werden. Baudenkmale ohne Bild sind mit einem blauen Marker gekennzeichnet, Baudenkmale mit Bild mit einem grünen Marker.
- Bezeichnung: Bezeichnung des Baudenkmales
- Beschreibung: die Beschreibung des Baudenkmales. Unter § 3 Abs. 2 NDSchG werden Einzeldenkmale und unter § 3 Abs. 3 NDSchG Gruppen baulicher Anlagen und deren Bestandteile ausgewiesen.
- ID: die Objekt-ID des Baudenkmales
- Bild: ein Bild des Baudenkmales, ggf. zusätzlich mit einem Link zu weiteren Fotos des Baudenkmals im Medienarchiv Wikimedia Commons. Wenn man auf das Kamerasymbol klickt, können Fotos zu Baudenkmalen aus dieser Liste hochgeladen werden:

## Fredenbeck

### Gruppe: Burgstraße 61
Die Gruppe hat die ID 30898891. Hofanlage aus einem von der Straße zurückgesetzten giebelständigen Haupthaus und einer zur Straße vorgeschobenen, quererschlossenen Scheune, die den Hofplatz nach Norden begrenzt.

| Lage                                      | Bezeichnung               | Beschreibung | ID       | Bild |
| ----------------------------------------- | ------------------------- | --- | -------- | ---- |
| Burgstraße 61 53° 33′ 20″ N, 9° 23′ 12″ O | Wohn-/ Wirtschaftsgebäude | Giebelständiger Zweiständerbau in Fachwerk mit Backsteinausfachung, unter reetgedecktem Walmdach. Errichtet in Essel (Stade) 1726 (i), um 1880 nach Schwinge transloziert.                                    | 30910575 | BW   |
| Burgstraße 61 53° 33′ 20″ N, 9° 23′ 12″ O | Scheune                   | Zur Straße giebelständiger Fachwerkbau mit Backsteinausfachung, unter reetgedecktem Walmdach. Quererschließung durch ein breites Einfahrtstor in der Südfassade. Errichtet in der Mitte des 19. Jahrhunderts. | 30910597 | BW   |

### Gruppe: Gutsanlage Schwinge
Die Gruppe hat die ID 30898880. Das im 19. Jahrhundert errichtete Gutshaus Schwinge ist umgeben von einem großzügigen Park, in dem auch zwei gutseigene Teiche vorhanden sind.

| Lage                                     | Bezeichnung | Beschreibung | ID                              | Bild |
| ---------------------------------------- | ----------- | --- | ------------------------------- | ---- |
| Burgstraße 4 53° 32′ 57″ N, 9° 23′ 19″ O | Herrenhaus  | Zweieinhalbgeschossiger, schlicht rechteckiger Backsteinbau unter schiefergedecktem Satteldach. Gelber Backstein, relativ schmucklose Fassaden: Von den jeweils neun Fensterachsen der Traufseiten sind die beiden äußeren breiter angelegt und durch Lisenen separiert. Umlaufendes Traufgesims mit Zahnschnittfries. Erbaut 1841 (i) durch Nicolaus Benedict von der Decken. | 30910534                        | BW   |
| Burgstraße 4 53° 32′ 55″ N, 9° 23′ 15″ O | Teich       | Westlicher und östlicher Teich des Gutshofs Schwinge. | 30910859/1/-/ 50117851 30910859 | BW   |
| Burgstraße 4 53° 32′ 58″ N, 9° 23′ 22″ O | Park        | Großer Gutspark mit altem Baumbestand und zwei Teichen. | 30910806                        | BW   |

### Gruppe: Im Heisterbusch 7
Die Gruppe hat die ID 30898859. Große Hofanlage bestehend aus einem Wohn-/Wirtschaftsgebäude von 1819, einer langen Querdurchfahrtsscheune etwa derselben Zeit und einem 1914 erbauten Wohnhaus.

| Lage                                          | Bezeichnung               | Beschreibung | ID       | Bild |
| --------------------------------------------- | ------------------------- | --- | -------- | ---- |
| Im Heisterbusch 7 53° 31′ 19″ N, 9° 24′ 54″ O | Wohn-/ Wirtschaftsgebäude | Großes Zweiständerhaus aus Fachwerk mit Backsteinausfachung, unter reetgedecktem Halbwalmdach. Stallgiebel massiv in Backstein erneuert, Tor außermittig. Errichtet durch den „M[eister] F.H. [Harms?]“ im Jahr 1819 (i). | 30910346 | BW   |
| Im Heisterbusch 7 53° 31′ 18″ N, 9° 24′ 53″ O | Wohnhaus                  | Eingeschossiger Backsteinbau unter ziegelgedecktem Satteldach. Fassadengestaltung durch Lisenen, Gurt-, Ortgang- und Sturzgesimse. Erbaut 1914 (i).                                                                       | 30910367 | BW   |
| Im Heisterbusch 7 53° 31′ 19″ N, 9° 24′ 55″ O | Scheune                   | Große langgestreckte Querdurchfahrtsscheune aus Fachwerk mit Backsteinausfachung, unter Satteldach. Errichtet in der ersten Hälfte des 19. Jahrhunderts.                                                                  | 30910388 | BW   |

### Gruppe: Wassermühlen Mühlenweg
Die Gruppe hat die ID 30898869. Die Mühlenanlage am Mühlenweg in Klein Fredenbeck besteht aus zwei wasserbetriebenen Mühlengebäuden (ehemals Korn- und Ölmühle), den dazugehörigen Mühlgräben mit Stau, dem südlich liegenden großen Mühlteich sowie umfangreichem Baumbestand auf dem Mühlengelände.

| Lage                                     | Bezeichnung  | Beschreibung | ID                              | Bild |
| ---------------------------------------- | ------------ | --- | ------------------------------- | ---- |
| Mühlenweg 18 53° 31′ 17″ N, 9° 24′ 20″ O | Mühle        | Ein- und zweistöckiger Fachwerkbau, zum Teil mit Backsteinausfachung, zum Teil mit vertikaler Verbretterung; unter Satteldach in Hohlpfannendeckung. Errichtet 1809 (i) als wasserbetriebene Kornmühle. Zur Wasserseite zweigeschossiges Backsteinmauerwerk, darüber verbrettertes Fachwerk. Zur Wegseite orthogonaler eingeschossiger Anbau mit massivem Backsteinmauerwerk. Im Inneren erhaltene Mahlausstattung mit zwei Mahlgängen und verschiedenen Reinigungsmaschinen. Innere Raumaufteilung in Längsrichtung mit Mahlbühne zur Wasserseite in voller Gebäudelänge. Von der Dachebene Ausgang über den Bachlauf mittels einer Holzbrücke zur benachbarten Ölmühle. | 30910484                        |      |
| Mühlenweg 20 53° 31′ 17″ N, 9° 24′ 22″ O | Mühle        | Zweigeschossiger Backstein- und Fachwerkbau, Erdgeschoss massiv in Backsteinmauerwerk, im Obergeschoss Fachwerk mit Backsteinausfachung; unter Satteldach in Falzziegeldeckung. Errichtet 1857 als wasserbetriebene Ölmühle. Im Obergeschoss auf der Westseite Ausgang zu einer Holzbrücke, die zur benachbarten Kornmühle führt. Gebäude umgenutzt zu Wohnzwecken, technische Ausstattung nicht erhalten. | 30910509                        | BW   |
| Mühlenweg 20 53° 31′ 18″ N, 9° 24′ 22″ O | Mühlengraben | Der Mühlengraben mit Stau speist sich aus dem Fredenbecker Mühlenbach und führt östlich an der Ölmühle und Kornmühle vorbei. | 30910823/1/-/ 30910841 30910823 | BW   |

### Einzeldenkmale
| Lage                                             | Bezeichnung               | Beschreibung | ID       | Bild |
| ------------------------------------------------ | ------------------------- | --- | -------- | ---- |
| Burgstraße 6 53° 32′ 59″ N, 9° 23′ 4″ O          | Wohn-/ Wirtschaftsgebäude | Giebelständiger Zweiständerbau in Fachwerk mit Backsteinausfachung, unter reetgedecktem Halbwalmdach. Hauptständer mit Kopfbändern. Errichtet durch den „M[ei]ST[er] JHOD [Johann Hinrich Oerding?]“ im Jahr 1799 (i).                                                                                          | 30910555 | BW   |
| Erskinstraße 53° 33′ 2″ N, 9° 22′ 38″ O          | Friedhof                  | 1794 angelegt, dreiseitig von Wall mit zwei Baumreihen umgeben, einseitig von Findlingsmauer eingefasst. Begräbnisplatz der Familie von der Decken, Grabkreuze des 19. Jahrhunderts erhalten. | 30910764 | BW   |
| Hauptstraße 62 53° 31′ 29″ N, 9° 24′ 48″ O       | Wohn-/ Wirtschaftsgebäude | Großer giebelständiger Zweiständerbau in Fachwerk mit Backsteinausfachung, unter reetgedecktem Halbwalmdach. Errichtet durch den „M[eis]St[er] H.I.M.“ im Jahr 1844 (i). | 30910312 | BW   |
| Im Heisterbusch 13 53° 31′ 16″ N, 9° 24′ 46″ O   | Backhaus                  | Backhaus aus Fachwerk mit Backsteinausfachung, unter pfannengedecktem Satteldach. Der nach Westen angebaute niedrigere Backofen ebenfalls mit Pfannendach. Erbaut um 1900. | 30910406 | BW   |
| Im Wiesengrund 11 53° 31′ 40″ N, 9° 24′ 9″ O     | Wohn-/ Wirtschaftsgebäude | Giebelständiger Zweiständerbau in Fachwerk mit Backsteinausfachung, unter Halbwalmdach in Reetdeckung. Errichtet 1743 (i). Wohngiebel um 1900 massiv in Backstein erneuert, hier ohne Walm. | 30910447 | BW   |
| Lünenspecker Weg 53° 29′ 57″ N, 9° 25′ 3″ O      | Stall                     | Fachwerkbau von drei Fach Länge mit Backsteinausfachung, unter reetgedecktem Walmdach. Im Ostgiebel mittig ein Einfahrtstor. Eckverbindungen mit eingehälsten Ankerbalken. Errichtet in der zweiten Hälfte des 18. Jahrhunderts.                                                                                | 30910676 | BW   |
| Osterende 20 53° 32′ 57″ N, 9° 23′ 16″ O         | Wohn-/ Wirtschaftsgebäude | Traufständiger Fachwerkbau mit Backsteinausfachung, unter reetgedecktem Halbwalmdach. Wirtschaftsgiebel mit etwas stärkeren Hauptständern und beidseitigen Kopfbändern; kleinteiliges Fachwerkgitter. Errichtet durch den Meister „HVB“ im Jahr 1825 (i); nördliche Traufseite teilweise in Backstein erneuert. | 30910617 | BW   |
| Schwingestraße 24 53° 31′ 31″ N, 9° 23′ 45″ O    | Wohnhaus                  | Eingeschossiger Putzbau mit Ziergliederung in Backstein, unter ziegelgedecktem Satteldach. Mit Drempelgeschoss und Risalit mit Zwerchhaus in der südlichen Dachfläche. Angebaute Holzveranda. Erbaut um 1910.                                                                                                   | 30910637 | BW   |
| Vorfeldstraße 12 53° 30′ 8″ N, 9° 24′ 14″ O      | Wohn-/ Wirtschaftsgebäude | Giebelständiges großes Fachwerkhaus mit Backsteinausfachung, unter reetgedecktem Halbwalmdach. Großes, drei Fach breites Flett, das schon ursprünglich für eine Gaststube genutzt wurde. Errichtet 1806 (i) durch den Meister „CLW“.                                                                            | 30910707 | BW   |
| Wedeler Hauptstraße 52 53° 30′ 9″ N, 9° 24′ 9″ O | Wohn-/ Wirtschaftsgebäude | Giebelständiger Fachwerkbau mit Backsteinausfachung, unter reetgedecktem Halbwalmdach. Errichtet als Altenteiler zur ehemaligen Nummer 50 durch den Meister „J.H. Örding“ im Jahr 1852 (i). | 30910745 | BW   |